# Rudolf Budde
 Rudolf Budde  (* 14. Dezember 1888 in Bonn; †  1975) war ein deutscher Pädagoge und Schuldirektor in Bremen.

## Biografie
Budde war der Sohn des Theologieprofessors Karl Budde. Er lebte in seiner Jugend in Straßburg und Marburg und studierte an der Universität Freiburg im Breisgau, der Berliner Friedrich-Wilhelms-Universität und der Universität Marburg. Er promovierte zum Dr. phil. Von 1912 bis 1914 arbeitete er am Vatikan-Archiv. Im Ersten Weltkrieg diente er als Soldat. Von 1920 bis 1929 war er Studienrat am Gymnasium und Realgymnasium Bremerhaven. 1929 wurde er als Studiendirektor Leiter der Realschule in der Bremer Altstadt. 1935 erhielt er als Oberstudiendirektor die Leitung der Aufbauschule Hamburger Straße. „Er steuerte die Schule durch eine schwierige Zeit und versuchte ihre Interessen gegenüber der Unterrichtsverwaltung zu vertreten“. 1939 war er Soldat im Zweiten Weltkrieg. Nach 1945 nahm er wieder die Funktion des Direktors der nun als Oberschule an der Hamburger Straße benannten Schule wahr. Er trat 1954 in den Ruhestand.

## Werke
- Die rechtliche Stellung des Klosters St. Emmeram in Regensburg zu den öffentlichen und kirchlichen Gewalten vom 9. bis zum 14. Jahrhundert. In: Archiv für Urkundenforschung (AUF), Bd. 1, 1908 – Bd. 18, 1944: AUF 5, 1914, S. 153.
- Beitrag in: Jugend im Werden, Getrennte oder gemeinsame Erziehung der Geschlechter?. Bremen 1955.